# 范远谋
范远谋（1940年10月—），男，湖北汉川人，中华人民共和国政治人物，曾任北京市人大常委会副主任，第十届全国人大代表。